# Bufori Motor Car Company (Australia)

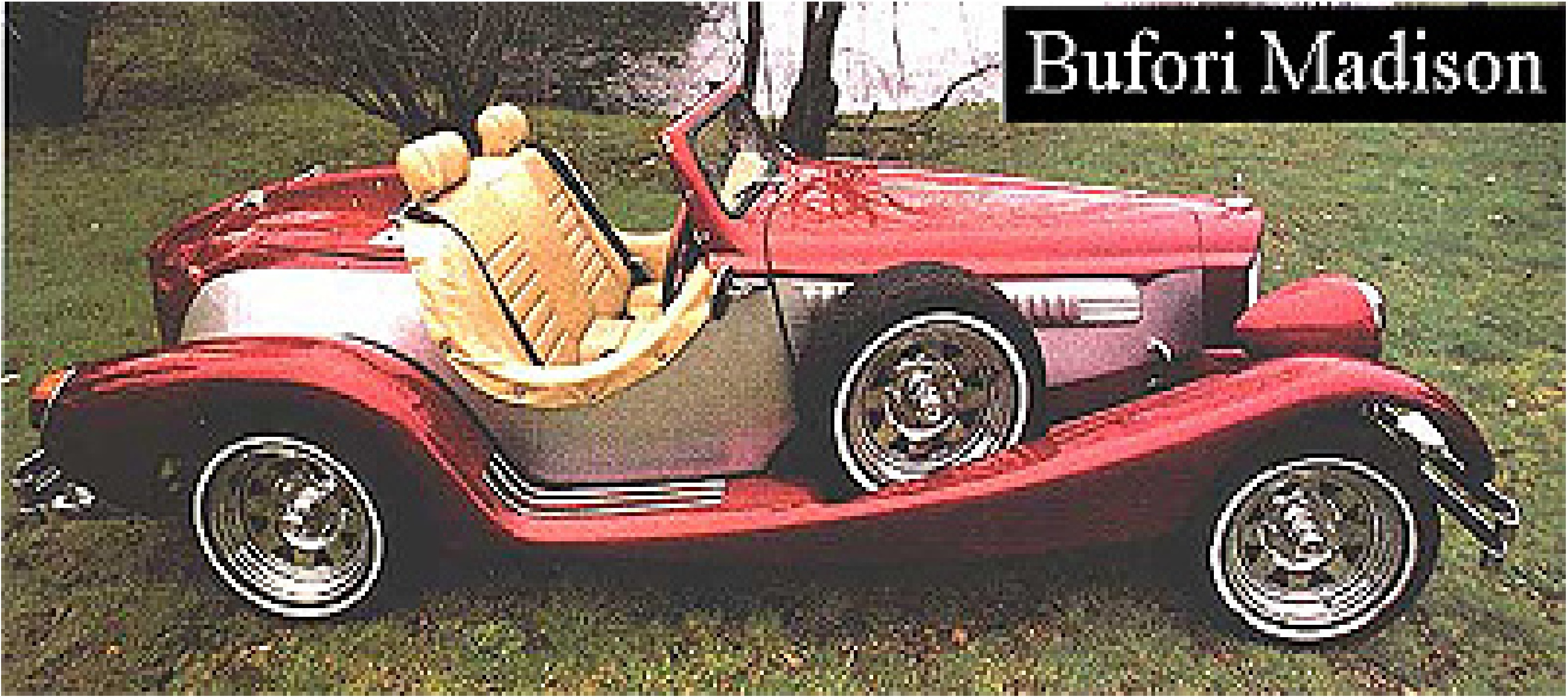
Bufori Madison

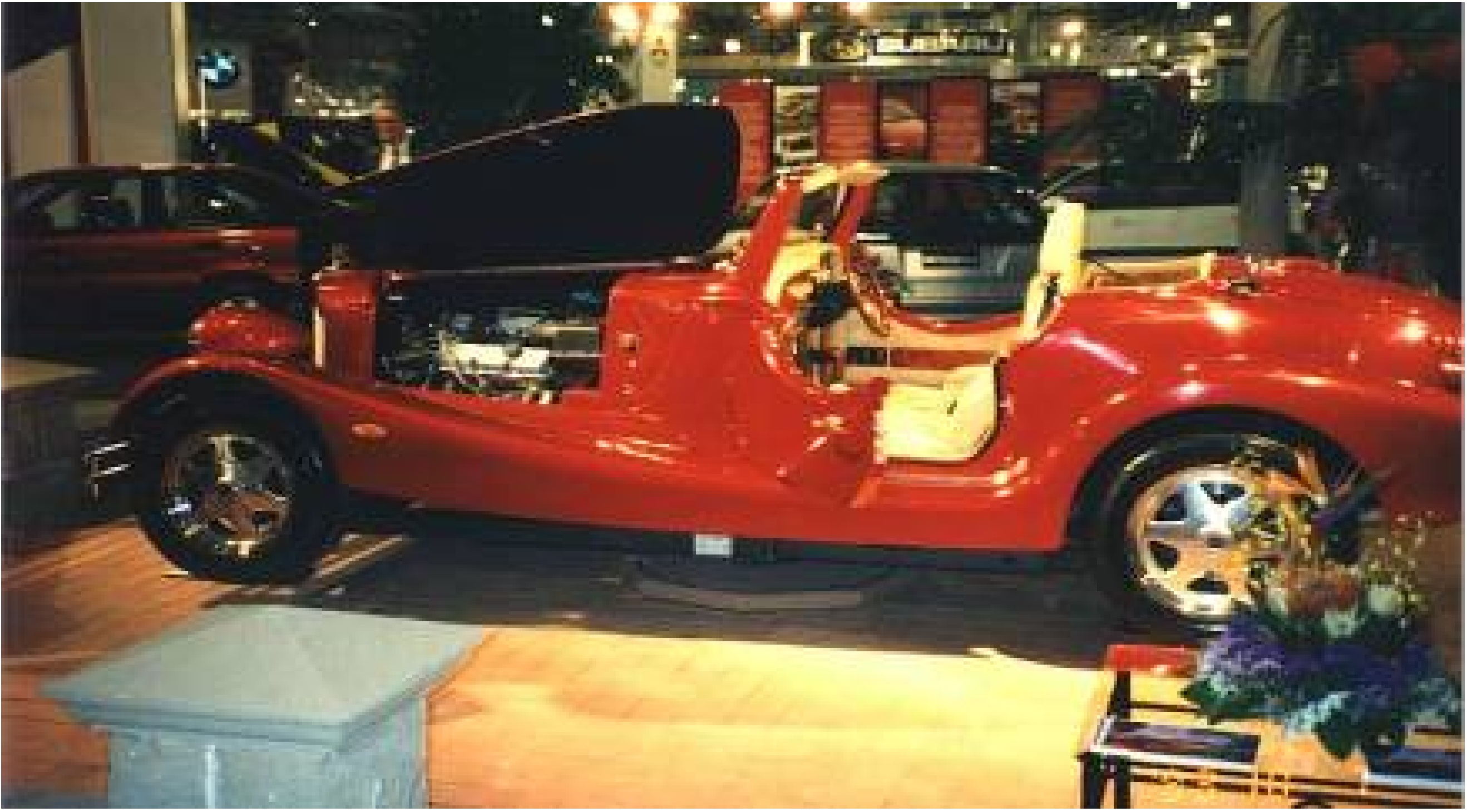
Bufori V6i

Bufori Motor Car Company (Australia) Pty Ltd war ein australischer Hersteller von Automobilen.

## Unternehmensgeschichte
Die Brüder Anthony, George und Gerry Khouri gründeten 1986 das Unternehmen in Sydney. Sie begannen mit der Produktion von Automobilen. Der Markenname lautete Bufori. 1998 endete die Produktion in Australien. Die Bufori Motor Car Company (M) aus Kuala Lumpur in Malaysia setzt die Produktion seitdem unter Beibehaltung des Markennamens fort.

## Fahrzeuge
Im Angebot standen Modelle im Stil der 1930er Jahre. Das erste Modell basierte auf dem Fahrgestell vom VW Käfer. Darauf wurde eine Karosserie aus Kunststoff montiert.
1991 erschien der V6i. Dies war ein größerer Viersitzer. Ein Motor vom Holden Commodore mit 3800 cm³ Hubraum war vorne im Fahrzeug montiert.
Der Mk. II bot mehr Platz im Innenraum und hatte einen 2-Liter-Motor von Subaru.